# Колле, Анри
Анри Колле (фр. Henri Collet; 5 ноября 1885, Париж — 23 ноября 1951, там же) — французский композитор, музыковед

 и музыкальный критик. В 1920 году ввёл в музыкальный оборот термин «Шестёрка». 

## Биография
Рос вундеркиндом, в 14-летнем возрасте получил диплом бакалавра. С детства увлекался Испанией и провёл в ней бо́льшую часть жизни — в частности, обучаясь музыке сперва у Федерико Ольмеды, а затем у Фелипе Педреля (этому предшествовали занятия по фортепиано в Париже у Жозефа Тибо, брата знаменитого Жака Тибо). Музыкальные произведения Колле насыщены испанскими фольклорными мотивами, превосходя в этом отношении даже творчество современников-испанцев — таких, как Исаак Альбенис или Мануэль де Фалья.
Колле принадлежат опера «Сервантес в Алжире» (фр. Cervantes à Alger; 1930), лёгкая опера (сарсуэла) «Саламейский алькальд» (исп. El alcalde de Zalamea; поставлена в 1946 году, по одноимённой пьесе Кальдерона), опера (лирическая комедия) «Золотая коза» (фр. La Chèvre d'or ; поставлена 1936), балеты «Испанское кабаре» (фр. Le Cabaret espagnol; 1918, поставлен в 1925 году), «Гвозди́ки» (исп. Clavelitos; 1928, поставлен в 1947 году, есть фортепианная сюита на его основе) и «Тореро» (исп. Los Toreros; 1933), музыка к парижской постановке «Овечьего источника» Лопе де Вега (1938). Для оркестра Колле написал симфонию «Альгамбра» (1947), два Концерта-фламенко, для скрипки и для фортепиано с оркестром (1946 и 1947), в числе его камерной музыки — Кастильское трио для скрипки, виолончели и фортепиано (1921) и два сборника Кастильских песен для фортепиано (1921 и 1922); для голоса и фортепиано Колле создал целый ряд песен на испанской фольклорной основе.
Как музыковед Колле опубликовал, в частности, исследование «Мистицизм в испанской музыке XVI века» (фр. Le Mysticisme Musical espagnol au XVI.e siècle; Париж, 1913, переиздание в 1975 году), обзор «Взлёт испанской музыки в XX веке» (фр. L'Essor de la musique espagnole au XXe siècle; Париж, 1929) и отдельно книгу о композиторах Альбенисе и Гранадосе (фр. Albeniz et Granados; Париж, 1929, переиздание 1982), однако наиболее известен статьёй «Русская пятёрка, французская шестёрка и господин Сати» (фр. Les cinq russes, les six français et M. Satie) в газете Comoedia (выпуски от 16 и 23 января 1920 г.), в которой было введено закрепившееся затем в истории музыки название группы французских композиторов «Шестёрка».
Имя Колле долгое время было забыто, но уже в XXI веке к нему вновь возник интерес: начиная с 2000 года появилось несколько альбомов его музыки в исполнении таких музыкантов, как Режис Паскье, Изабель Эмишан, Рашель Якар; монографии о Колле опубликовали французские музыковеды Жан Бернар Каур д’Аспри и Стефан Эчарри, а канадские специалисты Жасинт Арбек и Николь Пэйман издали каталог его произведений.